# Naked and Sacred
Naked and Sacred é o álbum solo de estreia de Chynna Phillips (e até agora único), lançado em novembro de 1995, três anos após sua saída do grupo pop Wilson Phillips. Ela foi a única integrante do grupo a permanecer em sua gravadora, a EMI, depois que eles terminaram indefinidamente no final de 1992. Ele foi lançada em 7 de novembro de 1995 nos EUA e se tornou um fracasso comercial, vendendo apenas 22.000 cópias no mercado dos Estados Unidos de acordo com a Billboard.com. Chynna co-escreveu 9 das 11 faixas, com produções de Rick Nowels, Glen Ballard (que produziu a maioria do trabalho anterior de Wilson Phillips) e Desmond Child. De acordo com Chynna, ela recebeu uma oferta de US $ 1 milhão para gravar um álbum solo para a EMI, e foi largada pouco depois devido às decepcionantes vendas do álbum.
Três singles foram lançados comercialmente do álbum: "Naked and Sacred", "I Live for You" , (que foi destaque no filme Striptease de 1996, estrelado por Demi Moore), e "Just to Hear You Say That You Love Me". A faixa do álbum "Remember Me" foi lançada em formato promocional e enviada para a rádio norte-americana em 1996, mas nunca foi lançada comercialmente e nunca foi mapeada. "Just to Hear You Say That You Love Me", que foi escrito por Diane Warren e mais tarde gravado como um dueto de Faith Hill e Tim McGraw (apresentado no álbum Faith, de 1998), foi lançado internacionalmente em 1996.

## Lista de músicas
1. "Naked and Sacred" - 4:13 ( Rick Nowels, Chynna Phillips, Billy Steinberg)
2. "When 2000 Comes" - 4:44 (Phillips, Peter Lord Moreland)
3. "Remember Me" - 4:53 (Phillips, Nowels)
4. "I Live for You" - 3:47 (Phillips, Desmond Child )
5. "This Close" - 4:24 (Phillips, Child)
6. "Till the End" - 4:13 (Phillips, Patrick Leonard)
7. "Turn Around" - 4:08 (Stacey Piersa, Elliot Wolff)
8. "Just to Hear You Say That You Love Me" - 4:33 (Warren)
9. "Follow Love Down" - 3:42 (Phillips, Glen Ballard)
10. "Jewel in My Crown" - 4:05 (Phillips, Child)
11. "Will You?" - 3:05 (Phillips)